# Irenów (Łódź)
Irenów [pronunciación en polaco: /iˈrɛnuf/] es un pueblo en el distrito administrativo de Gmina Paradyż, dentro del Distrito de Opoczno, Voivodato de Łódź, en Polonia central. Se encuentra aproximadamente 4 kilómetros al oeste de Paradyż, 17 kilómetros al sudoeste de Opoczno, y 67 kilómetros al sudeste de la capital regional, Łódź.